# スガ試験機
スガ試験機（スガしけんき）は、各種測定機器を開発・製造するメーカー。

## 沿革
- 1920年1月28日 - 創業
- 1949年 - 東洋理化工業株式会社に改編
- 1974年 - 現社名に変更

## 支店・工場
- 名古屋支店　〒465-0051 愛知県名古屋市名東区社が丘1-605
- 大阪支店　〒564-0053 大阪府吹田市江の木町3-23
- 広島支店　〒733-0033 広島県広島市西区観音本町2-12-11
- 日高・川越工場（旧日高研究所）　〒350-1213 埼玉県日高市高萩1973-1

## 主な商品
各種測定機器を製造しているが、特に自動車・家電向け測定器が中心で、独自開発製品が充実している。
- 耐候光試験機
- 光量測定器・屋外暴露装置
- 腐食促進試験機
- オゾンウェザーメーター／ギヤー老化試験機・汚染促進試験機
- カラーメーター／光沢計・ヘーズメーター
- 燃焼性試験器
- 摩耗試験機
- 染色堅ろう度試験機
- ウインドスクリーンフォギングテスター
- 耐水・塵埃試験機
- 飛石試験機
- 酸素・水素電解ガス製造装置
- 降雪装置

## その他
- 試験事業者登録制度登録(適合性認識分野)
  - JCSS
  - JNLA

- サッカー、野球、バスケットボール、ゴルフ、囲碁、将棋など社内にて社員等が集まり活動中。
 特に日高・川越工場を中心に活動中。野球は他社との試合もあり、休日には練習もある。
 サッカー、バスケも昼休憩時間に練習風景が見られる。
 最小限のスペースだがサッカー、バスケ、ゴルフの練習場が工場裏に設置されている。